# 270P/Gehrels
270P/Gehrels, komet Jupiterove obitelji